# Petra Keppeler
Petra Keppeler (Augusta, 22 marzo 1965) è un'ex tennista tedesca.

## Carriera
In carriera ha vinto un titolo di doppio. Nei tornei del Grande Slam ha ottenuto il suo miglior risultato raggiungendo il quarto turno in singolare all'Open di Francia nel 1984.
In Fed Cup ha disputato un totale di 12 partite, ottenendo 7 vittorie e 5 sconfitte.

## Statistiche

### Doppio

#### Vittorie (1)
| Numero | Anno           | Torneo                     | Superficie  | Compagna    | Avversarie in finale              | Punteggio |
| 1.     | 20 luglio 1986 | WTA Austrian Open, Bregenz | Terra rossa | Petra Huber | Sabrina Goleš Tine Scheuer-Larsen | 6–2, 6–4  |

### Doppio

#### Finali perse (1)
| Numero | Anno           | Torneo                            | Superficie  | Compagna    | Avversarie in finale           | Punteggio |
| 1.     | 11 maggio 1986 | Barcelona Ladies Open, Barcellona | Terra rossa | Petra Huber | Iva Budařová Catherine Tanvier | 2-6, 1-6  |